# Muri (japonais)
Pour les articles homonymes, voir Muri.
Muri (無理, “qui n’est pas raisonnable”) est un terme japonais signifiant surcharge, action irresponsable ou absurdité, qui a été popularisé en Occident comme l’un des concepts clef du Système de production de Toyota.

## Éviter le “muri” dans le Système de production de Toyota
Muri est l’un des trois types de perte (Muda, Mura, Muri) identifié dans le Système de production de Toyota. La réduction des pertes est une bonne façon d’augmenter la productivité.  
Le Muri peut être évité par le « standardized work », le travail standardisé. Pour cela, une « standard condition », ou condition standard, doit être définie pour assurer un contrôle efficace de la qualité. Tous les processus et fonctions doivent être ramenés à leurs plus simples éléments pour être analysés puis recombinés. Le processus doit alors être standardisé pour atteindre la « standard condition ». Pour cela, il faut prendre des éléments simples du travail effectué et les combiner, un par un, dans une séquence de travail standard. En productique, cela comprend :
- Le « Work Flow », ou la direction logique à prendre
- Les « Repeatable Process Steps and Machine Processes », ou les méthodes rationnelles pour y arriver
- Le « Takt time », ou le temps raisonnable attribué à chaque processus

Lorsque chacun connaît les conditions standard et la séquence de travail standard, les résultats observables sont :
- Amélioration du moral des employés (grâce à une plus grande considération accordée à l’ergonomie et la sécurité)
- Meilleure qualité
- Augmentation de la productivité
- Réduction des coûts

## Implantation
L’une des grandes contributions de Henry Ford et de ses techniques de production fut la réduction des Muri : pour que la chaîne de production fonctionne, chaque station de travail sur la ligne doit exécuter un travail standard car la station qui suit n’est équipée que pour travailler sur des composants standards dans des conditions standards.
La chaîne de production de Ford est une sorte d’implantation de Takt time qui laisse suffisamment de temps pour réaliser le travail standard.